# 浜松市立萩丘小学校
浜松市立萩丘小学校（はままつしりつ はぎおかしょうがっこう）は、静岡県浜松市中央区幸五丁目にある公立小学校。

## 沿革
- 1931年（昭和6年）9月1日 - 「浜名郡曳馬尋常高等小学校 分教場」を設置[1]。
- 1935年（昭和10年）4月1日 - 「浜名郡曳馬西尋常小学校」として独立開校[1]。
- 1936年（昭和11年）2月11日 - 「浜松市曳馬西尋常小学校」に改称[1]。
- 1941年（昭和16年）4月1日 - 「浜松市萩丘国民学校」と改称[1]。
- 1947年（昭和22年）4月1日 - 「浜松市立萩丘小学校」と改称[1]。
- 1962年（昭和37年）4月1日 - 「浜松市立葵が丘小学校」が独立[1]。
- 1970年（昭和45年）4月1日 - 「浜松市立泉小学校」が独立[1]。
- 1986年（昭和61年）2月21日 - 創立50周年記念式典[1]。
- 2006年（平成18年）2月11日 - 創立70周年記念学習発表会[1]。

## 学区
中区

| - 小豆餅一～四丁目 - 幸一丁目・二丁目 | - 幸三丁目（1番1号～17番44号・18番1号～25番） - 幸四丁目・五丁目 | - 萩丘一～五丁目 |

## アクセス
- 遠鉄バス 山の手医大線・萩丘都田線「萩丘小学校」停留所から、徒歩1分

## 関連事項
- 静岡県小学校一覧